# Piper barbatum
Piper barbatum är en pepparväxtart som beskrevs av Carl Sigismund Kunth. Piper barbatum ingår i släktet Piper och familjen pepparväxter. Inga underarter finns listade i Catalogue of Life.